# اشتات‌پرتسلتن
شهر اشتات‌پرتسلتن (به آلمانی: Stadtprozelten) در ایالت بایرن در کشور آلمان واقع شده‌است.

## نگارخانه

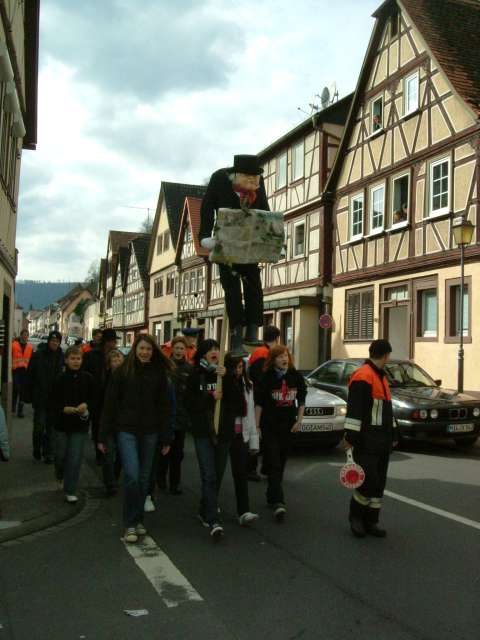
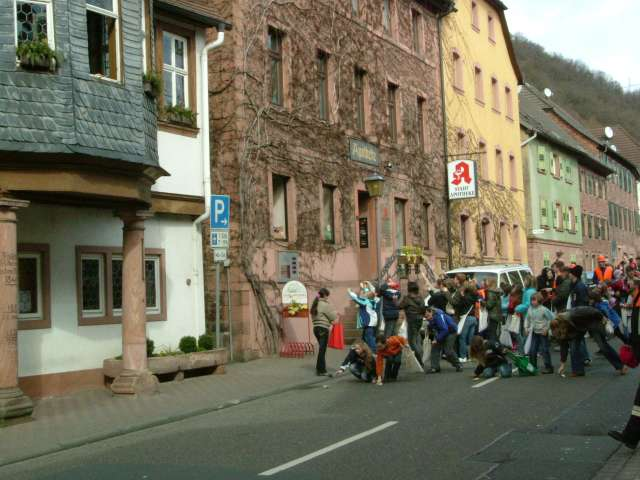
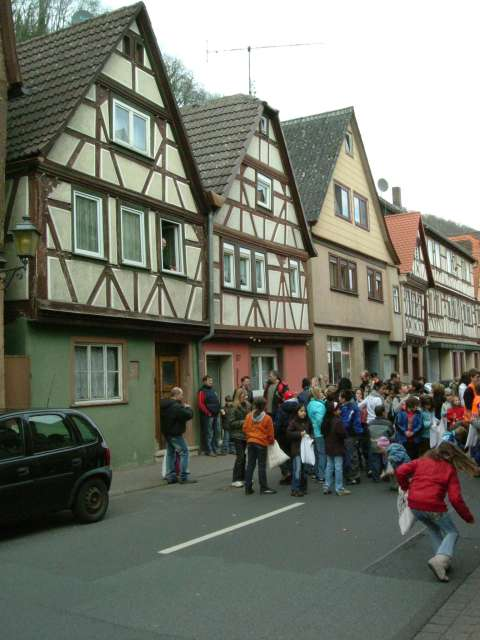